# 主广场 (科希策)

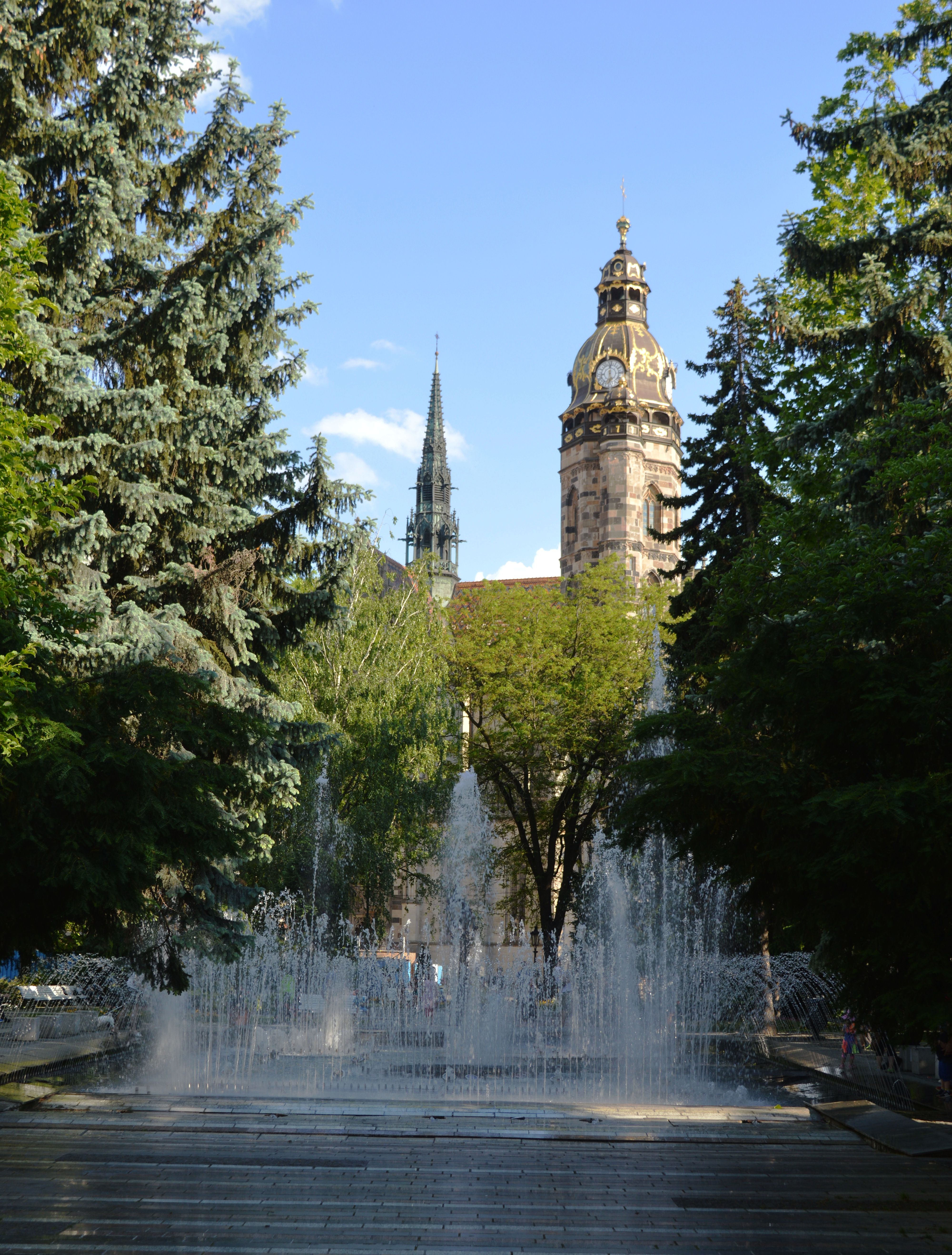
主廣場

主广场是位於斯洛伐克科希策老城区的一座城市廣場。它周邊有聖伊麗莎白主教座堂、科希策國立劇院等建築。 该广场始建于1899年，当时科希策國立劇院剛剛竣工。在此之前，當地一度是個集市。 